# Agnes Alpers
Agnes Alpers est une pédagogue allemande, une femme politique et ancienne députée du Bundestag, née le 29 juin 1961 à Oerel. 

## Biographie
Agnes Alpers étudie la pédagogie à l'université libre de Berlin à partir de 1980 et obtient son diplôme en 1986. Elle travaille ensuite dans le domaine de l'enfance et de la jeunesse.
Elle fonde une association scolaire et dirige le premier Bremer Karneval (de) à Brême.
Avant de se lancer dans la politique à plein temps, elle fut dernièrement directrice de la KiTa Rütlistraße à Berlin-Neukölln.
Elle est mariée et a deux enfants.
Après un discours au Bundestag le 28 juin 2013, Alpers s'est effondrée et a dû être réanimée sur place. Un accident vasculaire cérébral due à une rupture d'anévrisme est diagnostiquée et Alpers est placée dans un coma artificiel. Fin juillet, elle sort de ce coma artificiel. En septembre 2013, elle est transférée dans une clinique de Brême. Depuis mi-février 2015 — après la fin de sa longue rééducation médicale (de) — elle vit dans un service médico-social.

## Carrière politique
Agnes Alpers était membre du Parti socialiste unifié de Berlin-Ouest (de).
Au cours de la 17e législature du Bürgerschaft de Brême (2007-2009), Alpers représente le groupe parlementaire Die Linke au sein de la députation (de) municipale pour l'éducation,.
En septembre 2009, elle est élue députée au Bundestag allemand (de) sur la liste du Land de Brême. Elle y est membre titulaire de la commission de l'éducation, de la recherche et de l'évaluation des conséquences techniques (de) et membre suppléante de la commission des pétitions (de).
En janvier 2011, Agnes Alpers demande la fin de la guerre d'Afghanistan,.
En 2012, elle soutient un projet de loi intergroupe présenté par un groupe de plus de 50 députés du Bundestag. Celle-ci prévoyait, en ce qui concerne la circoncision de garçons mineurs pour des motifs religieux, d'exiger que la circoncision ne puisse être pratiquée qu'à partir de l'âge de la majorité religieuse (14 ans).
Malgré son accident vasculaire cérébral, Alpers est restée en première position sur la liste du Land de Brême et est réélue au Bundestag lors des élections fédérales de 2013. Le 2 mars 2015, elle démissionne de son mandat pour des raisons de santé. C'est Birgit Menz (de) qui lui succède,.